# Mebelnyk Czerniowce
Mebelnyk Czerniowce (ukr. Футбольний клуб «Мебельник» Чернівці, Futbolnyj Kłub "Mebelnyk" Czerniwci) – ukraiński klub piłkarski z siedzibą w Czerniowcach.

## Historia
Drużyna piłkarska Mebelnyk Czerniowce została w Czerniowcach i reprezentowała miejscowa fabrykę mebli.
W sezonie 1995/96 klub debiutował w rozgrywkach Mistrzostw Ukrainy spośród drużyn amatorskich, gdzie zajął 2 miejsce w swojej grupie.
Potem występował w rozgrywkach mistrzostw i Pucharu obwodu czerniowieckiego, dopóki nie został rozformowany.

## Sukcesy
- wicemistrz Mistrzostw Ukrainy spośród drużyn amatorskich:

1996

## Inne
- Bukowyna Czerniowce
- Łada Czerniowce